# 군나르 그렌
군나르 그렌(스웨덴어: Gunnar Gren, 1920년 10월 31일 ~ 1991년 11월 10일)는 스웨덴의 전 축구 선수이다. AC 밀란의 1950년대 전성기를 이끈 주역이며 스웨덴 축구 국가대표팀의 일원으로 1948년 하계 올림픽 우승과 1954년 FIFA 월드컵 준우승 달성에 기여하였다.